# Karana laetevirens
Karana laetevirens là một loài bướm đêm trong họ Noctuidae.